# Гакугса (река)
Гакугса — река в России, протекает в Республике Карелия. Впадает в озеро Муромское. Длина реки — 13 км.

## Физико-географическая характеристика
Образуется при слиянии Суи (левая составляющая) и Погреки (правая).
Погрека имеет левый приток — Магручей.
Протекает через деревню Гакугса, в которой пересекает трассу А119 («Вологда — Медвежьегорск — автомобильная дорога Р-21 „Кола“»).

## Данные водного реестра
По данным государственного водного реестра России относится к Балтийскому бассейновому округу, водохозяйственный участок реки — Бассейн Онежского озера без рр. Шуя, Суна, Водла и Вытегра, речной подбассейн реки — Свирь (включая реки бассейна Онежского озера). Относится к речному бассейну реки Нева (включая бассейны рек Онежского и Ладожского озера).
Код объекта в государственном водном реестре — 01040100612102000017154.

## Фотографии
|  |  |